# Life's a Trip
Life's a Trip è il primo album in studio del rapper statunitense Trippie Redd, pubblicato il 10 agosto 2018 negli Stati Uniti d'America dalla TenThousand Projects e Caroline Distribution.
L'album ha visto la partecipazione di vari produttori discografici, tra i quali OZ, Murda Beatz, Honorable C.N.O.T.E., Avedon, Diplo, Scott Storch, Wheezy, Boaz van de Beatz e We Are the Stars.

## Antefatti
L'album fu annunciato nel 2018 insieme alla data di uscita e l'artwork della copertina, che è stata rivelata il 31 luglio 2018.

## Tracce
1. Together – 2:44
2. Taking a Walk – 2:01
3. Wish (Trippie Mix) (Diplo feat. Trippie Redd) – 2:56
4. Missing My Idols – 2:26
5. Forever Ever (feat. Young Thug e Reese Laflare) – 3:57
6. Bird Shit – 3:49
7. Bang! – 4:43
8. How You Feel – 4:34
9. Dark Knight Dummo (feat. Travis Scott) – 4:16
10. Uka Uka – 2:44
11. Shake It Up – 1:58
12. Oomps Revenge – 2:00
13. Gore – 2:42
14. Underwater FlyZone – 5:49